# Correction de continuité
 (août 2025).
Motif : pas de sources secondaires distantes de deux ans centrées sur le sujet
- Archive Wikiwix
- Bing
- Cairn
- DuckDuckGo
- E. Universalis
- Gallica
- Google
- G. Books
- G. News
- G. Scholar
- Persée
- Qwant
- (zh) Baidu
- (ru) Yandex
- (wd) trouver des œuvres sur Wikidata

| 1. | Préciser le motif de la pose du bandeau. | Précisez le motif de la pose du bandeau en utilisant la syntaxe suivante : {{admissibilité à vérifier\|date=août 2025\|motif=remplacez ce texte par le motif}}                                |
| 2. | Informer les utilisateurs concernés.     | Pensez à avertir le créateur de l'article, par exemple, en insérant le code ci-dessous sur sa page de discussion : {{subst:avertissement admissibilité à vérifier\|Correction de continuité}} |

En théorie des probabilités et en statistique, la correction de continuité s'applique lorsqu'on approche une loi de probabilité discrète par une loi de probabilité continue, en appliquant les résultats de convergence de variables aléatoires.

## Définition
Les résultats comme le théorème central limite ou le théorème de Moivre-Laplace donnent des résultats de convergence de variables aléatoires : si les moyennes des variables deviennent assez grandes, les variables convergent en loi vers une loi normale.
Lorsqu'on approche une loi discrète par une loi continue, il faut réécrire les probabilités de la fonction de masse {\displaystyle \mathbb {P} (X=k)} sous la forme d'une probabilité d'intervalle. Lorsque les valeurs du support de X sont des nombres entiers consécutifs, comme c'est le cas pour la loi binomiale, la probabilité {\displaystyle \mathbb {P} (X=k)} doit se réécrire {\textstyle \mathbb {P} \left(k-{\frac {1}{2}}\leq X\leq k+{\frac {1}{2}}\right)} pour que l'on puisse effectuer le calcul de l'aire correspondante dans le modèle continu.

## Applications

Illustration de la convergence de la fonction de masse de la loi binomiale vers la loi normale lorsque n croit.

On considère une variable aléatoire X suivant une loi binomiale de paramètres n et p : {\displaystyle X\sim B(n,p)}. L'espérance de X vaut np et sa variance vaut np(1 – p).
Dans le cas où l'espérance est assez grande (en général np ≥ 5), alors on peut faire l'approximation :
{\displaystyle \mathbb {P} _{X}(X\leq x)\approx \mathbb {P} _{Y}\left(Y\leq x+{\frac {1}{2}}\right)}
où Y suit une loi normale de moyenne np et variance np(1 – p) : {\displaystyle Y\sim N\left(np,np(1-p)\right)}.